# Muksun
Muksun (Coregonus muksun) – gatunek ryby z rodziny łososiowatych (Salmonidae), zaliczany do podrodziny siejowatych (Coregoninae). 
Niekiedy bywa uważany za podgatunek pelugi. Prowadzone są próby jego aklimatyzacji i zasiedlenia w wodach polskich.

## Występowanie
Zasiedla wody półsłodkie i słodkie zimnych, arktycznych wód azjatyckiej części Rosji (od Morza Karskiego aż po azjatycką rzekę Kołyma w Jakucji). Może przebywać w wodzie o zasoleniu sięgającym do 10%. Został wprowadzony do jezior północnej oraz centralnej Rosji, m.in. na półwyspie Tajmyr.

## Warunki życiowe
Najczęściej żeruje w zatokach przy ujściu rzeki do morza. Jest gatunkiem anadromicznym odbywającym częściowe wędrówki, wchodząc w górę rzek, by w jej środkowym odcinku odbyć tarło. 
Dorasta do 100 cm długości i do 14 kg masy ciała. Jest rybą długowieczną, może żyć ponad 20 lat. Okres dojrzałości osiąga nie wcześniej jak po 6 latach życia. Ikra rozwija się bardzo długo. Tarło odbywa w okresie październik-listopad, by po 5–6 miesiącach, na wiosnę (marzec-kwiecień) mogły wylęgnąć się z nich młode ryby. Narybek odżywia się planktonem, następnie bezkręgowcami.

## Znaczenie gospodarcze
Ma duże znaczenie w gospodarce rybnej. Jest wykorzystywany w przetwórstwie rybnym.